# Creu de terme de camí del Cementiri
La Creu de terme del camí del Cementiri és una creu de terme de Sant Esteve Sesrovires (Baix Llobregat) situada al camí del Cementiri, o camí de Can Prats, poc abans d'arribar al cementiri. Està inclosa a l'Inventari del Patrimoni Arquitectònic de Catalunya.

## Descripció
És una creu de ferro forjat composta per dos braços de secció quadrada rematats amb doble vora i decorats senzillament amb quatre peces de ferro recolzades sobre els quatre espais definits per la intersecció perpendicular dels dos braços. Aquesta està col·locada sobre un fust de pedra calcària quadrangular o prismàtica, feta de maçoneria amb arrebossat, la qual es sobreposa a una columna de secció quadrada feta de carreus de pedra. Finalment, el conjunt descansa sobre una base de pedra de planta quadrada composta de tres nivells o graons de diferent alçada.

## Història
La creu va quedar malmesa el 2007 per un accident de cotxe, quedant les restes ubicades a les dependències municipals fins al 2016, que la creu es va restaurar i reinstal·lar, protegida per dues rodes de molí antigues i uns bancs.